# Milzwurst

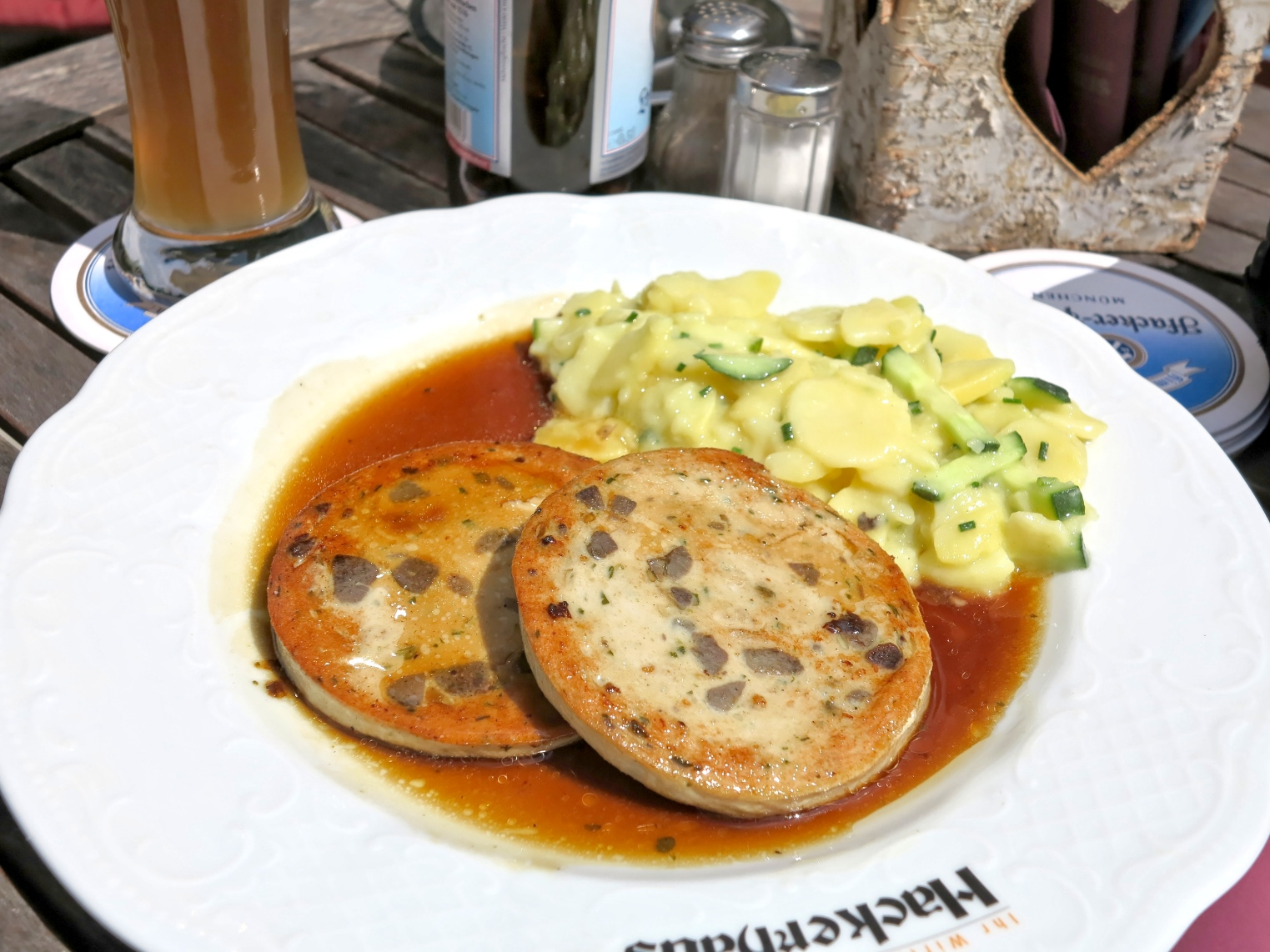
Milzwurst mit Kartoffelsalat

Die Milzwurst ist eine bayerische Wurstspezialität. Sie wird vornehmlich in Oberbayern und Niederbayern hergestellt. Es handelt sich bei der üblichsten Sorte um eine Art Brühwurst, in deren Wurstmasse kleine Milzstücke eingearbeitet werden.

## Sorten
Es gibt drei verschiedene Varianten der Milzwurst: Die gebräuchlichste ist eine Brühwurst im Kunstdarm, mit eingearbeiteten Milzstücken. Ihr Durchmesser beträgt fünf bis neun Zentimeter. Bei der zweiten Variante sind zusätzlich zu den Milzstücken auch Briesstücke und Kalbskopffleisch enthalten. Bei beiden Sorten ist der Hauptbestandteil aber das Weißwurstbrät, welches knapp zwei Drittel der Wurstmasse ausmacht. Dazu kommen 25 % Schweinefleisch und 10 % Rindermilz. Als Gewürze finden Salz, Pfeffer, Ingwer, Macis, geriebene Zwiebeln, Zitronenpulver und Petersilie Verwendung. Bei der dritten eher seltenen Sorte handelt es sich um eine mit Wurstmasse gefüllte Rindermilz. Sie enthält außer Milz und Bries auch Hirn.

## Zubereitung und Verzehr
Die beiden erstgenannten Sorten werden in ähnlicher Weise wie Weißwürste hergestellt. Für die gefüllte Rindermilz wird die Milz drei Stunden in Salzwasser gelegt. Hirn und Bries werden gut gewässert, dann das Hirn enthäutet und mit dem Bries kurz angegart. Danach schneidet man beides in kleine Würfel. Hirn, Bries und die Grundmasse werden miteinander vermengt. Dabei gibt man alle Gewürze dazu. Die Milz wird längs aufgeschnitten, so dass eine Tasche entsteht, in die man die Füllung hineingibt. Danach näht man die Milz zu. Die gefüllte Milz wird in ein Tuch gerollt und anschließend gegart. Nach dem Garen nimmt man die Milz aus dem Wasser, lässt sie abkühlen, wickelt sie aus dem Tuch und schneidet sie in dicke Scheiben auf.
Für den Verzehr werden die Scheiben der Milzwurst in der Pfanne angebräunt und warm gegessen. Sie kann auch ohne Fett in einen Bräter im Ofen gegart werden, wobei sie mehrmals mit Brühe aufgegossen wird.